# Temelucha mexicana
Temelucha mexicana là một loài tò vò trong họ Ichneumonidae.